# Veliki London
Veliki London (angleško Greater London) je upravno območje Londona v Angliji, ki je del regije London. Vsebuje 33 lokalnih vladnih okrožij: 32 londonskih okrožij, ki tvorijo ceremonialno okrožje, imenovano tudi Greater London, in City of London. Oblast Velikega Londona je odgovorna za strateško lokalno upravo po vsej regiji, redna lokalna vlada pa je v pristojnosti mestnih svetov in korporacije City of London. Veliki London meji na ceremonialne grofije Hertfordshire na severu, Essex na severovzhodu, Kent na jugovzhodu, Surrey na jugu ter Berkshire in Buckinghamshire na zahodu.
Veliki London ima geografsko območje 1572 km² in ima 9.002.488 prebivalcev. Ceremonialno okrožje Veliki London je le nekoliko manjše, s površino 1569 km² in 8.889.375 prebivalci. Območje je skoraj v celoti urbanizirano in obsega večino pozidanega območja Velikega Londona, ki sega v Hertfordshire, Essex, Kent, Surrey in Berkshire ter ima 9.787.426 prebivalcev. Nobeno upravno območje, regija ali ceremonialno okrožje nimajo statusa mesta, razen okrožji City of London in City of Westminster. Območje je bilo v preteklosti del Middlesexa, Essexa, Surreya, Kenta in Hertfordshira.
Reka Temza je opredeljujoča geografska značilnost območja, vanj vstopi blizu Hamptona na zahodu in teče proti vzhodu, preden se izliva dolvodno od Dagenhama. Skozi območje teče več pritokov Temze, ki pa so zdaj večinoma opuščeni in so del londonskega kanalizacijskega sistema. Ozemlje neposredno severno in južno od reke je ravninsko, dlje se vzpenja do nizkih hribov, predvsem Hampstead Heath, Shooter's Hill in Sydenham Hill. Najvišja točka območja je Westerham Heights (245 m), del North Downs. Na severovzhodu območje obsega del Epping Forest, del starodavnega gozda.
City of London ima svojo vlado že od anglosaškega obdobja. Prva neposredno izvoljena lokalna vlada v celotnem Londonu je bil Londonski okrožni svet, ustanovljen za londonsko grofijo leta 1889, ki je pokrival jedro mestnega območja. Leta 1965 je bilo okrožje ukinjeno in nadomeščeno z Greater London, dvotirnim upravnim območjem, ki ga upravljajo Greater London Council, dvaintrideset londonskih okrožij in City of London Corporation. Svet Velikega Londona je bil ukinjen leta 1986, njegove pristojnosti pa so v veliki meri prevzele mestne občine. Greater London Authority je bila ustanovljena leta 2000.

## Upravna zgodovina
Izraz Greater London je bil uporabljen, preden je bil ustanovljen s statutom leta 1965. Nanašal se je na metropolitansko policijsko okrožje, območje, ki ga oskrbuje  Metropolitan Water Board, območje londonskega potniškega prometa in območje, ki ga je Glavni matični urad opredelil kot Somestje širšega Londona. Izraz je bil uporabljen tudi za Greater London Arterial Road Programme, zasnovan med letoma 1913 in 1916, in Greater London Planning Region, zasnovan leta 1927, ki je zavzemal 4810 km² in vključeval 9 milijonov ljudi.

### Ustvarjen je Greater London
Širši London je bil ustanovljen z Londonskim vladnim aktom iz leta 1963, ki je začel veljati 1. aprila 1965 in je nadomestil administrativna okrožja Middlesex in London, vključno z City of London, kjer je imel londonski okrožni svet omejena pooblastila, in vključil dele Essexa, Hertfordshire, Kent in Surrey. Veliki London je prvotno imel dvotirni sistem lokalne uprave, pri čemer si je Svet Velikega Londona (GLC) delil moč s City of London Corporation (ki upravlja majhno londonsko mesto) in 32 londonskimi mestnimi sveti. GLC je bil ukinjen leta 1986 z zakonom o lokalni upravi iz leta 1985. Njegove funkcije so bile prenesene na mestno korporacijo in londonska okrožja, nekatere funkcije pa so bile prenesene na centralno vlado in skupne odbore. Veliki London je leta 1994 oblikoval regijo London.

### Greater London Authority
Referendum v Londonu leta 1998 je vzpostavil javno voljo za ponovno vzpostavitev višje ravni vlade, ki bo pokrivala regijo. Oblast širšega Londona, londonska skupščina in neposredno izvoljeni župan Londona so bili ustanovljeni leta 2000 z zakonom o oblasti širšega Londona iz leta 1999. Leta 2000 je bila zunanja meja metropolitanskega policijskega okrožja ponovno usklajena z mejo Velikega Londona. Na županskih volitvah leta 2000 in 2004 je zmagal Ken Livingstone, ki je bil zadnji vodja GLC. Na volitvah leta 2008 in 2012 je zmagal Boris Johnson. Na volitvah leta 2016 in 2021 je zmagal Sadiq Khan. London je bil pred brexitom zajet v eni parlamentarni volilni enoti v Evropskem parlamentu.

## Geografija
Veliki London vključuje najtesneje povezane dele mestnega območja širšega Londona in njihove zgodovinske meje ter v petih okrožjih vključuje pomembne dele Metropolitanskega zelenega pasu, ki ščiti določena zelena zemljišča na podoben način kot mestni parki. Najbližje in najbolj oddaljene meje so z Essexom na severovzhodu med Sewardstoneburyjem poleg Epping Foresta in Chingfordom ter z Mar Dyke med Bulphanom in North Ockendonom. Veliki London omejuje tudi Hertfordshire na severu, Berkshire in Buckinghamshire na zahodu, Kent na jugovzhodu in Surrey na jugu in jugozahodu. Najvišja točka je Westerham Heights, v North Downs in na meji s Kentom, na 245 m. Centralna vlada je uvedla majhne spremembe meja. Največji sta bili leta 1969 prestop Farleigha v Surrey in Knockholta v Kent. Drugi so vključevali izmenjavo dveh otokov Temze s Surreyjem in prilagoditve v 1990-ih na delih meja treh okrožij blizu M25. Edini del Velikega Londona zunaj avtoceste je North Ockendon, najbolj oddaljena kopenska enota od njegovega središča. Večina širšega Londona tvori londonsko območje z nizkimi emisijami (LEZ) in območje z ultra nizkimi emisijami (ULEZ).
Londonsko poštno okrožje ne pokriva celotnega Velikega Londona.

### Status
Londonska regija nima statusa mesta, ki bi ga podelila krona. Mesti London in Westminster v njem sta prejela uradni status mesta. Kljub temu se Veliki London običajno obravnava kot mesto v splošnem pomenu somestja in občine. Lord poročnik širšega Londona je imenovan za njegovo območje, razen City of London. Za namene zakona Lieutenancies Act 1997 iz leta 1997 je to območje opredeljeno kot okrožje.
Izraz London se običajno nanaša na regijo ali somestje, ne pogosto pa na starodavno, majhno mesto London. To majhno območje se pogosto imenuje the City (mesto) ali the Square Mile (kvadratna milja) in tvori glavno finančno okrožje. Arhaično je bilo urbanizirano območje Londona znano kot Metropolis. V splošni rabi se izraza 'London' in 'Greater London' običajno uporabljata zamenljivo. Veliki London je uradno razdeljen za nekatere namene, z različnimi definicijami, na Notranji London in Zunanji London. Za nekatere namene strateškega načrtovanja je razdeljen na pet podregij.

### Lokalna vlada
Veliki London je razdeljen na 32 londonskih okrožij, od katerih vsako upravlja svet londonskega okrožja. City of London ima edinstveno vlado iz 12. stoletja in je ločeno od grofije Veliki London, čeprav je  del regije, ki jo oskrbuje Greater London Authority.[26]
Vsi londonski okrožni sveti pripadajo združenju London Councils. Tri londonska okrožja nosijo častni naziv Royal Borough: Kensington in Chelsea, Kingston in Greenwich. Znotraj City of London sta svoboni Middle Temple in Inner Temple.

## Demografija
Z naraščajočo industrializacijo je prebivalstvo Londona v 19. in zgodnjem 20. stoletju hitro raslo in je bilo najbolj naseljeno mesto na svetu, dokler ga leta 1925 ni prehitel New York. Njegovo prebivalstvo je leta 1939 doseglo vrh pri 8.615.245. Uradno je bilo ocenjenih 7.753.600 prebivalcev sredi leta 2009.
Širše metropolitansko območje Londona ima med 12 in 13 milijoni prebivalcev, odvisno od definicije tega območja. Po podatkih Eurostata je bil London najbolj naseljeno mesto in metropolitansko območje Evropske unije.
Regija obsega 1579 kvadratnih kilometrov. Gostota prebivalstva je 4761 ljudi na kvadratni kilometer, kar je več kot desetkrat več kot v kateri koli drugi britanski regiji. Glede na število prebivalcev je London 25. največje mesto in 17. največja metropolitanska regija na svetu. Po številu dolarskih milijarderjev, ki prebivajo v mestu, je na 4. mestu na svetu. Uvršča se med najdražja mesta na svetu, poleg Tokia in Moskve.